# Rammsjön (Hjärsås socken, Skåne)
Rammsjön är en sjö i Östra Göinge kommun i Skåne och ingår i Helge ås huvudavrinningsområde. Sjön är 7,1 meter djup, har en yta på 0,0659 kvadratkilometer och befinner sig 81 meter över havet. Vid provfiske har bland annat abborre, braxen, gers och gädda fångats i sjön.

## Delavrinningsområde
Rammsjön ingår i det delavrinningsområde (623718-140086) som SMHI kallar för Ovan 623588-140075. Medelhöjden är 93 meter över havet och ytan är 43,79 kvadratkilometer. Räknas de 2 avrinningsområdena uppströms in blir den ackumulerade arean 168,85 kvadratkilometer. Bivarödsån (Axeltorpsån) som avvattnar avrinningsområdet har biflödesordning 2, vilket innebär att vattnet flödar genom totalt 2 vattendrag innan det når havet efter 55 kilometer. Avrinningsområdet består mestadels av skog (83 %). Avrinningsområdet har 0,37 kvadratkilometer vattenytor vilket ger det en sjöprocent på 0,8 %. Bebyggelsen i området täcker en yta av 1,54 kvadratkilometer eller 4 % av avrinningsområdet.

## Fisk
Vid provfiske har följande fisk fångats i sjön:
- Abborre
- Braxen
- Gärs
- Gädda
- Karp
- Mört
- Sarv